# Makov (district de Blansko)
Pour les articles homonymes, voir Makov.
Makov (en allemand : Makow) est une commune du district de Blansko, dans la région de Moravie-du-Sud, en République tchèque. Sa population s'élevait à 44 habitants en 2020.

## Géographie
Makov se trouve à 3 km à l'ouest-nord-ouest du centre de Kunštát, à 21 km au nord-ouest de Blansko, à 38 km au nord-nord-ouest de Brno et à 160 km à l'est-sud-est de Prague.
La commune est limitée par Petrov au nord, par Kunštát à l'est et au sud, et par Rozseč nad Kunštátem à l'ouest.

## Histoire
La première mention écrite de la localité date de 1374.

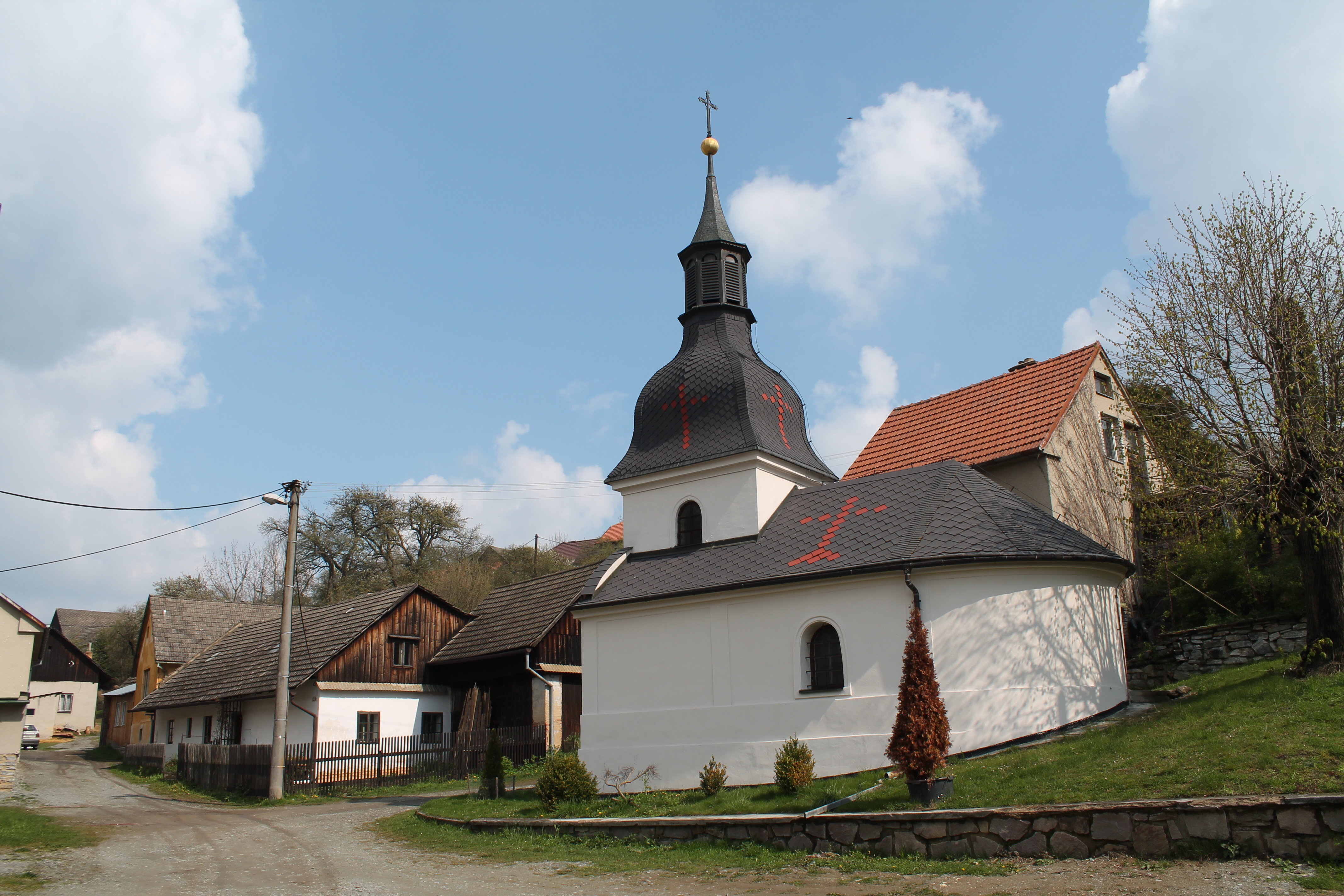
Chapelle de la Sainte Trinité.
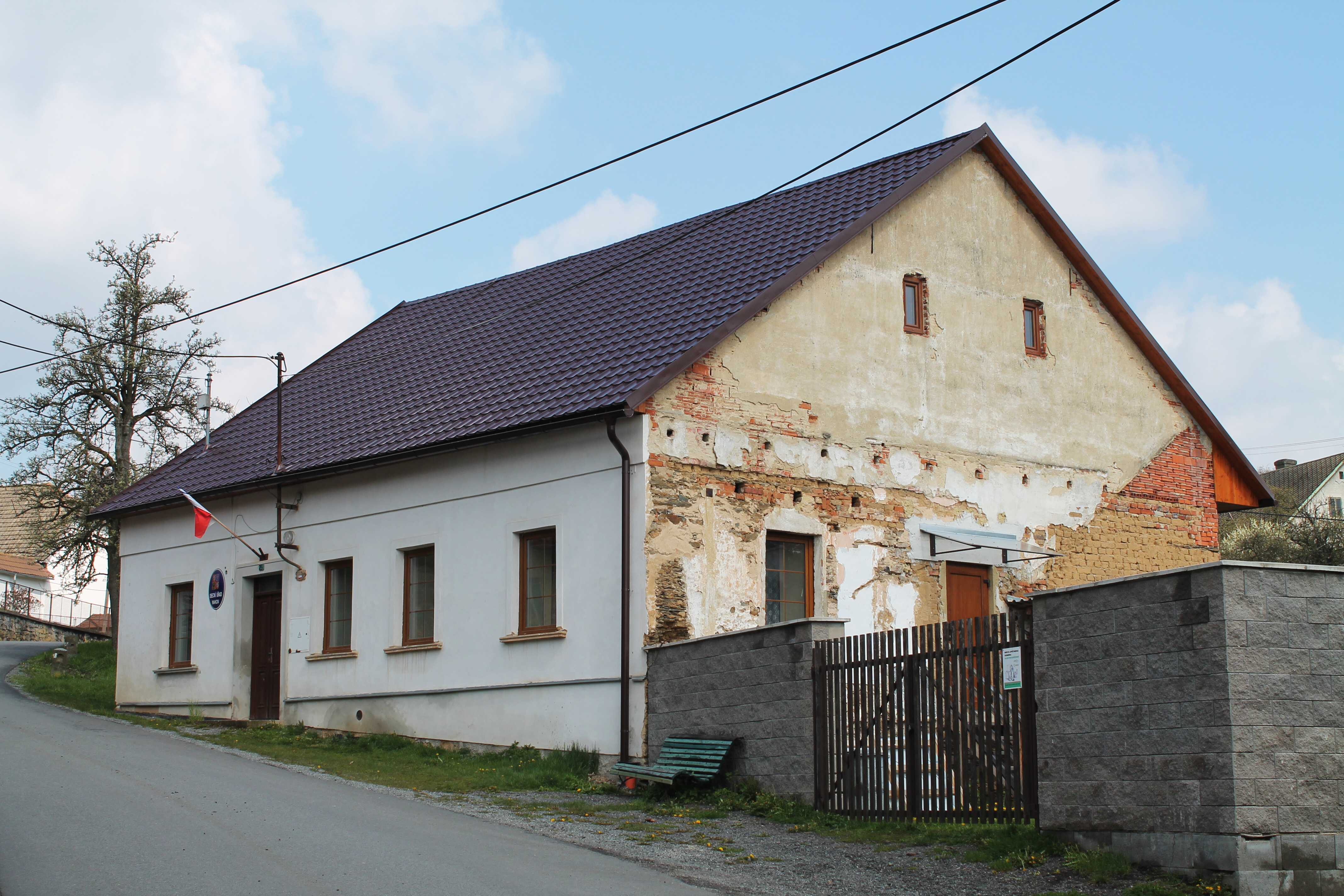
Makov : la mairie.

## Transports
Par la route, Makov se trouve à 3,5 km de Kunštát, à 24,5 km de Blansko, à 43 km de Brno et à 201 km de Prague.